# 양지영
양지영(1993년 2월 6일~)은 대한민국의 농구 선수이다. WKBL 인천 신한은행 에스버드에서 뛰고 있다. 전 농구 선수 문경자가 그의 어머니이고 동생 양인영 또한 농구 선수이다.